# Christopher Gadsden
Christopher Gadsden (ur. 16 lutego 1724 w Charleston zm. 28 sierpnia 1805 tamże) – amerykański generał i polityk, jeden z ojców założycieli Stanów Zjednoczonych (jako jeden z sygnatariuszy Kongresu Kontynentalnego z ramienia prowincji Karoliny Południowej), a także handlarz niewolnikami. Był delegatem do Kongresu Kontynentalnego, generałem brygady Armii Kontynentalnej podczas wojny o niepodległość Stanów Zjednoczonych, zastępcą gubernatora Karoliny Południowej, a także jednym z czołowych członków ruchu patriotów w Karolinie Południowej podczas rewolucji amerykańskiej. Gadsden był także twórcą flagi współcześnie używanej jako jeden z symboli libertarian.

## Dzieciństwo i młodość
Christopher Gadsden urodził się 16 lutego 1724 w Charleston w Karolinie Południowej, w rodzinie Elizabeth oraz Thomasa Gadsdenów, jego ojciec był celnikiem. Podstawowe wykształcenie zdobył w Londynie (według niektórych źródeł w Bristolu) w Anglii. Następnie odbył czteroletnią praktykę w Filadelfii w stanie Pensylwania. W latach 1745–1747, podczas wojny króla Jerzego, służył jako płatnik na pokładzie brytyjskiego okrętu wojennego „Aldborough”.

### Kariera kupiecka
Za odziedziczony majątek oraz pieniądze zarobione podczas służby na morzu Godsden rozpoczął karierę kupiecką. W 1774 roku był właścicielem czterech sklepów, kilku statków handlowych, dwóch plantacji ryżu (na których pracowali niewolnicy), dzielnicy mieszkalnej Gadsdenboro w Charleston, a także jednego z nabrzeży na Cooper River, istniejącego do dzisiaj, pod nazwą Gadsden's Wharf.

## Kariera polityczna
Od 1757 roku, przez prawie trzydzieści lat, Gadsden zasiadał w Zgromadzeniu Ogólnym Karoliny Południowej (ang. South Carolina General Assembly). W 1765 sprzeciwiał się decyzji parlamentu brytyjskiego dotyczącego wprowadzenia ustawy stemplowej (ang. Stamp Act), czyli ustawy nakładającej podatki od wszelkich dokumentów urzędowych wydawanych w 13 koloniach brytyjskich w Ameryce. W myśl ustawy dokumenty urzędowe (np. pozwolenia, umowy handlowe, przeniesienia majątku czy też testamenty) musiały być opatrzone znaczkiem skarbowym. Następnie wstąpił do Synów Wolności w Charleston, był także jednym z czołowych członków ruchu patriotów w Karolinie Południowej.
W 1774 roku został wybrany delegatem na I Kongres Kontynentalny, obradujący od 5 września do 26 października 1774 roku w Filadelfii. Podczas Kongresu zaproponował, aby odrzucić całe ustawodawstwo uchwalone od 1763 roku przez parlament brytyjski w odniesieniu  do 13 kolonii brytyjskich w Ameryce. Ponadto proponował także atak na Królewską Marynarkę Wojenną oraz przygotowanie każdej kolonii do wojny. W 1776 roku został członkiem South Carolina Provincial Congress, był także współtwórcą konstytucji Karoliny Południowej.

Flaga Gadsdena

W 1775 roku zaprojektował słynną flagę Don’t Tread On Me, współcześnie używaną jako jeden z symboli libertarian. W latach 1778–1780 był zastępcą gubernatora Karoliny Południowej.

## Kariera wojskowa
W 1776 został pułkownikiem w 1. pułku Karoliny Południowej, wraz z którym uczestniczył w odparciu ataku brytyjskiej marynarki na Charleston, za co został awansowany do stopnia generała brygady Armii Kontynentalnej. Rok później, w wyniku sporu z oficerem Armii Kontynentalnej Robertem Howe, zrezygnował z funkcji generała brygady.
Podczas oblężenia Charleston w 1780 roku, Gadsden nalegał, aby Armia Kontynentalna pozostała w mieście i skapitulowała. Przez dziesięć miesięcy był więziony w St. Augustine na Florydzie. Pozostawał zamknięty w lochach Castillo de San Marcos przez 42 tygodnie, cierpiąc z powodu złej diety.

## Późniejsze życie i śmierć
Po dziesięciu miesiącach więzienia w St. Augustine, Gadsden powrócił do Karoliny Południowej, aby odbudować swoje interesy, które ucierpiały podczas wojny. Był członkiem Zgromadzenia Jacksonborough (ang. Jacksonborough Assembly), a kiedy w 1782 roku gubernator John Rutledge złożył swój mandat, Gadsden został wybrany gubernatorem Karoliny Południowej, lecz odmówił powołując się na słaby stan zdrowia. W 1788 roku głosował za ratyfikacją Konstytucji Stanów Zjednoczonych.
Gadsden zmarł 28 sierpnia 1805 roku w wyniku urazów głowy odniesionych podczas upadku w pobliżu swojego domu. 15 września 1805 roku został pochowany na cmentarzu św. Filipa w Charleston.

## Handel niewolnikami
Będąc kupcem, Gadsden zajmował się także handlem niewolnikami, jednocześnie wypowiadając się przeciwko samemu niewolnictwu. W przemówieniu z 1766 roku odniósł się do niewolnictwa określając je jako zbrodnia, a także zaznaczył, iż uważa, że będzie się ono rozwijać, ponieważ niewolnictwo rodzi niewolnictwo.
W 1774 roku Gadsden posiadał dwie plantacje ryżu, na których pracowało ponad dziewięćdziesięciu niewolników.

## Życie prywatne
Gadsden ożenił się trzykrotnie. 28 lipca 1746 roku poślubił Jane Godfrey, para miała dwoje dzieci. 29 grudnia 1755 roku ożenił się z Mary Hasell. Jego drugie małżeństwo dało mu czwórkę dzieci. Po śmierci Mary w 1768 roku, 14 kwietnia 1776 roku Gadsden poślubił Ann Wragg, para nie miała potomstwa.